# 阿塞拜疆科学家和哲学家列表
阿塞拜疆科学家和哲学家列表（英語：List of Azerbaijani scientists and philosophers）列出阿塞拜疆历史上的著名科学家和哲学家。该列表排名不分先后，仅按姓名字母顺序排列。

## 列表
- 托菲格·阿巴斯古利耶夫（英语：Tofig Abbasguliyev），语言学家，以研究语法、术语、翻译、短语学和词汇学最著
- 阿里·阿巴索夫（英语：Ali Abbasov），物理学家，在微电子学领域有所建树
- 哈桑·阿卜杜拉耶夫（英语：Hasan Abdullayev），物理学家，曾获列宁奖，专攻半导体研究领域，1970年至1983年间任阿塞拜疆科学院院长
- 扎里法·阿利耶娃，眼科学家，发明并引进了治疗眼部疾病的新方法
- 阿赫利曼·阿米拉斯拉诺夫（英语：Ahliman Amiraslanov），肿瘤学家，阿塞拜疆医科大学（英语：Azerbaijan Medical University）教授、院长
- 哈米德·阿拉斯利（英语：Hamid Arasly），语文学家，专门研究阿塞拜疆文学、历史和语言学
- 阿迪爾·阿薩多夫（英语：Adil Asadov），哲学家，专修美学、思维哲学、政治哲学
- 阿巴斯盧·巴基哈諾夫（英语：Abbasgulu Bakikhanov），哲学家，阿塞拜疆科学史学史创始人
- 赛义德·叶海亚·巴库维（英语：Seyid Yahya Bakuvi），数学和天文学领域的科学家及哲学家
- 瓦吉夫·古利耶夫（英语：Vagif Guliyev），数学家，主修李群和齐性空间
- 祖姆鲁德·古鲁扎德（英语：Zumrud Gulu-zade），哲学家，阿塞拜疆国家科学院哲学教授[1]
- 埃爾尚·哈吉扎德（英语：Elshan Hajizadeh），经济学家，专门研究燃料和能源联合体的经济和管理问题
- 阿什拉夫·胡塞诺夫（英语：Ashraf Huseynov），数学家[2]，创造了Hα, β, γ函数空间，证明了柯西积分公式[2]
- 海達爾·胡塞諾夫（英语：Heydar Huseynov），哲学家，辩证唯物主义者
- 納迪爾·巴巴·奧格雷·伊巴基莫夫，天体物理学家、天文学家，位于火星的伊巴基莫夫撞擊坑以他的名字命名
- 哈姆雷特·伊薩漢利（英语：Hamlet Isakhanli），数学家，哈扎尔大学创始人
- 伊沙格·加法扎德（英语：Ishag Jafarzadeh），考古学家，阿塞拜疆考古学和民族誌研究先驱
- 阿里·賈萬（英语：Ali Javan），在量子力学和光谱学领域具有重要贡献的物理学家，参与了气体激光器的发明
- 亚历山大·卡西莫维奇·卡泽姆贝克（英语：Alexander Kasimovich Kazembek）[3][4][5][6]，语言学家，俄国东方研究组织者
- 乔治·凯查里（英语：Georgy Kechaari），语言学家
- 贾吉尔·克里莫夫（英语：Dzhangir Kerimov），哲学家，专攻社会领域管理等哲学问题
- 克里姆·阿利耶維奇·克里莫夫（英语：Kerim Kerimov）[7]，航太工程师，苏联航天事业的创始人及核心人物之一
- 尤西夫·凱里莫夫（英语：Yusif Kerimov），電機工程學家、发明家
- 薩拉哈丁·哈利洛夫（英语：Salahaddin Khalilov），哲学家，专长于科学哲学、现象学和认知科学等
- 扎希德·哈利洛夫（英语：Zahid Khalilov），数学家、工程师，解决了拉普拉斯方程的边值问题[8]，创建了阿塞拜疆泛函分析学派
- 菲里登·贝·科查利（英语：Firidun bey Kocharli），文学家、作家、文学评论家
- 福阿德·馬梅多夫（英语：Fuad Mamedov），社会科学家，阿塞拜疆文化学创始人
- 瓦西姆·馬馬達利耶夫（英语：Vasim Mammadaliyev），哲学家、神学家，擅长东方研究和阿拉伯语文献学
- 马马达利耶夫（英语：Yusif Mammadaliyev），化学家，阿塞拜疆科学石油化工产品创始人
- 蓋瑞布·馬馬多夫（英语：Garib Mammadov），农学家
- 亞格布·馬馬多夫（英语：Yagub Mammadov (politician)），生理学家，专攻病理生理学
- 扎基爾·馬馬多夫（英语：Zakir Mammadov），哲学家，主要研究东方哲学尤其是阿塞拜疆哲学史
- 米拉利·卡什卡伊（英语：Mirali Qashqai），专攻地貌学和地层学的地理学家
- 阿里夫·薩利莫夫（英语：Arif Salimov），因微分几何而出名的数学家
- 法尔曼·萨尔马诺夫（英语：Farman Salmanov），地理学家，在西伯利亚发现石油资源的第一人，社会主义劳动英雄
- 马哈茂德·哈桑·莫夫拉扎德·沙卡维（英语：Mahammad Hasan Movlazadeh Shakavi），哲学家、神学家、乌理玛，第一个将《古兰经》翻译成阿塞拜疆语的学者
- 澤納拉布丁·希爾瓦尼（英语：Zeynalabdin Shirvani），地理学家、哲学家、诗人、旅行家
- 哈吉比·苏塔诺夫（英语：Hajibey Sultanov）[9]，天文学家
- 盧特菲·澤德[10]，数学家、电机工程师，模糊集和模糊逻辑的创始人
- 羅夫山·穆斯塔法耶夫（英语：Rovshan Mustafayev），科学家，曾发表过70部篇科学文章和书籍，代表阿塞拜疆参加了许多国际会议[11]。
- 阿里·因萨诺夫（英语：Ali Insanov），1993年至2005年期间担任阿塞拜疆卫生部长[12]，2005年10月被拘留[13]。
- 尼扎米·许迪耶夫（英语：Nizami Xudiyev），科学家、政治家
- 伊拉达·罗夫尚（英语：Irada Rovshan），建筑师、科学家
- 埃尤布·巴希罗夫（英语：Eyyub Bashirov），生物学家，阿塞拜疆畜牧业协会主席
- 穆斯塔法·巴班利（英语：Mustafa Babanli），科学家，专修形状记忆合金等
- 埃蒂巴·巴巴耶夫（英语：Etibar Babayev），科学家，阿塞拜疆电视台记者
- 菲鲁丁·阿里巴耶夫（英语：Firuddin Ali Babayev），植物学家，阿塞拜疆第一个植物病理学专家
- 賈維德·伊斯馬伊爾（英语：Javid Ismayil），经济学家、律师
- 穆萨·米尔马马德·奥格鲁·阿卜杜拉耶夫（英语：Musa Mirmammad oglu Abdullayev），血液学家、医学博士，反大民族主义人士
- 巴赫拉姆·阿斯克洛夫（英语：Bahram Askerov），物理学家，对半导体领域发展有重要贡献
- 托菲格·胡塞恩扎德（英语：Tofig Huseynzade），哲学家、民俗学家，“苏联记者联盟”的成员